# Jan Crans
Jan Crans ou Cransse, peintre flamand, naît à Anvers en 1480. Il peint des sujets historiques. Il est reçu aux Guildes de saint-Luc à Anvers en 1523, et en devient le doyen en 1535. Van Mander fait l'éloge d'un tableau de ce maître anciennement déposé dans la Cathédrale Notre-Dame d'Anvers, représentant « Le Christ lavant les pieds de ses disciples ». Deux panneaux d'armoiries de lui, l'un de la chambre de rhétorique de Diest, et l'autre celui de Turnhout, se trouvent au Musée royal des beaux-arts (Anvers).

## Source
Cet article incorpore des textes de l'article "CRANSSE, Jan" du Bryan's Dictionary of Painters and Engravers by Michael Bryan, publié par Robert Edmund Graves et Sir Walter Armstrong, publication de 1886–1889 à présent dans le domaine public.

## Référence
- (en) Cet article est partiellement ou en totalité issu de l’article de Wikipédia en anglais intitulé « Jan Crans » (voir la liste des auteurs).

1. ↑  Jan Cransse, « Vie des peintres flamands et hollandais, Volume 1 », par Jean Baptiste Descamps, Antoine-Joseph Dézallier d'Argenville

- Ressources relatives aux beaux-arts :   - Bénézit
  - ECARTICO
  - Sandrart.net